# Швидкість вітру

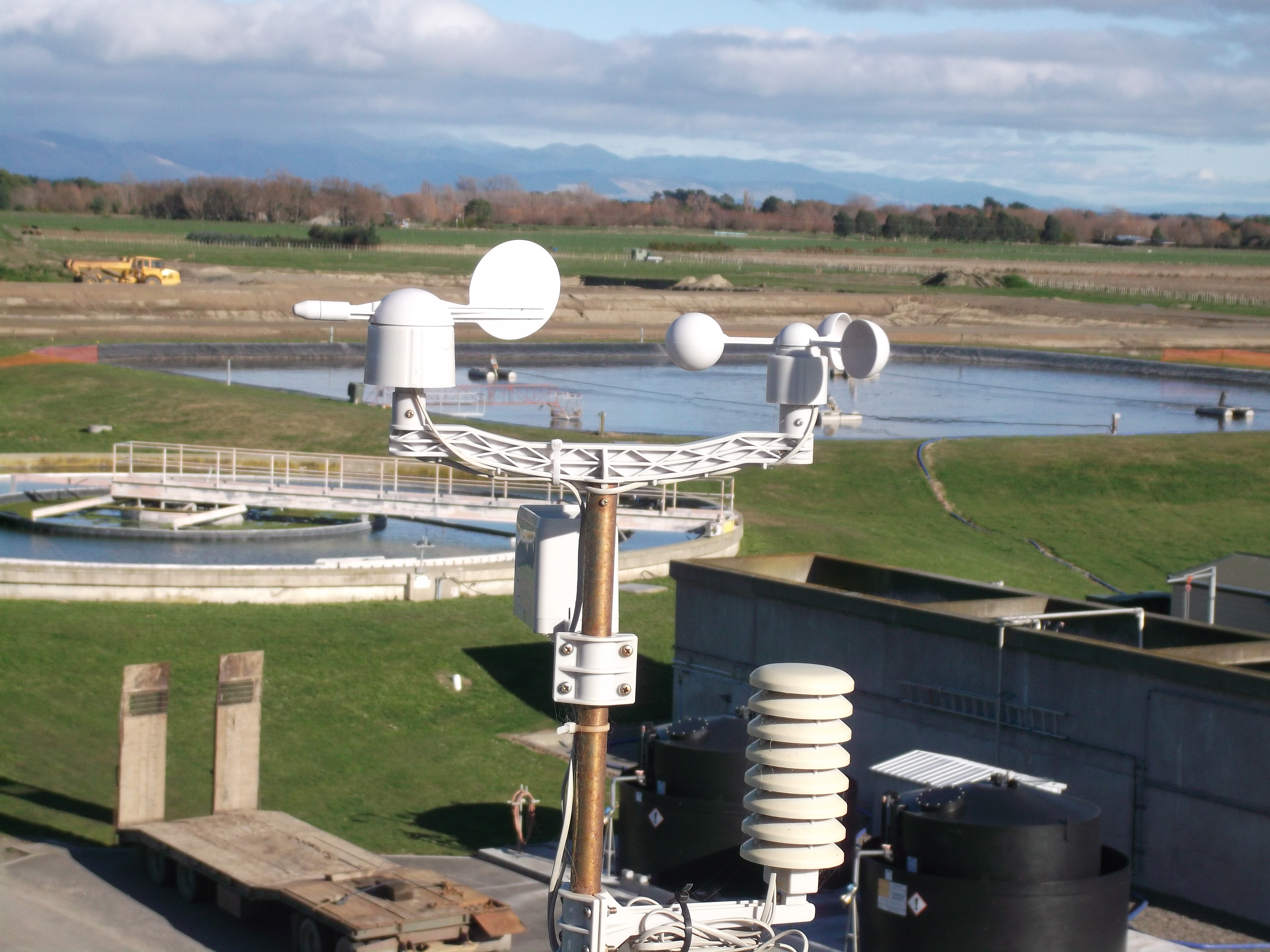
Для вимірювання швидкості вітру зазвичай використовують анемометр.

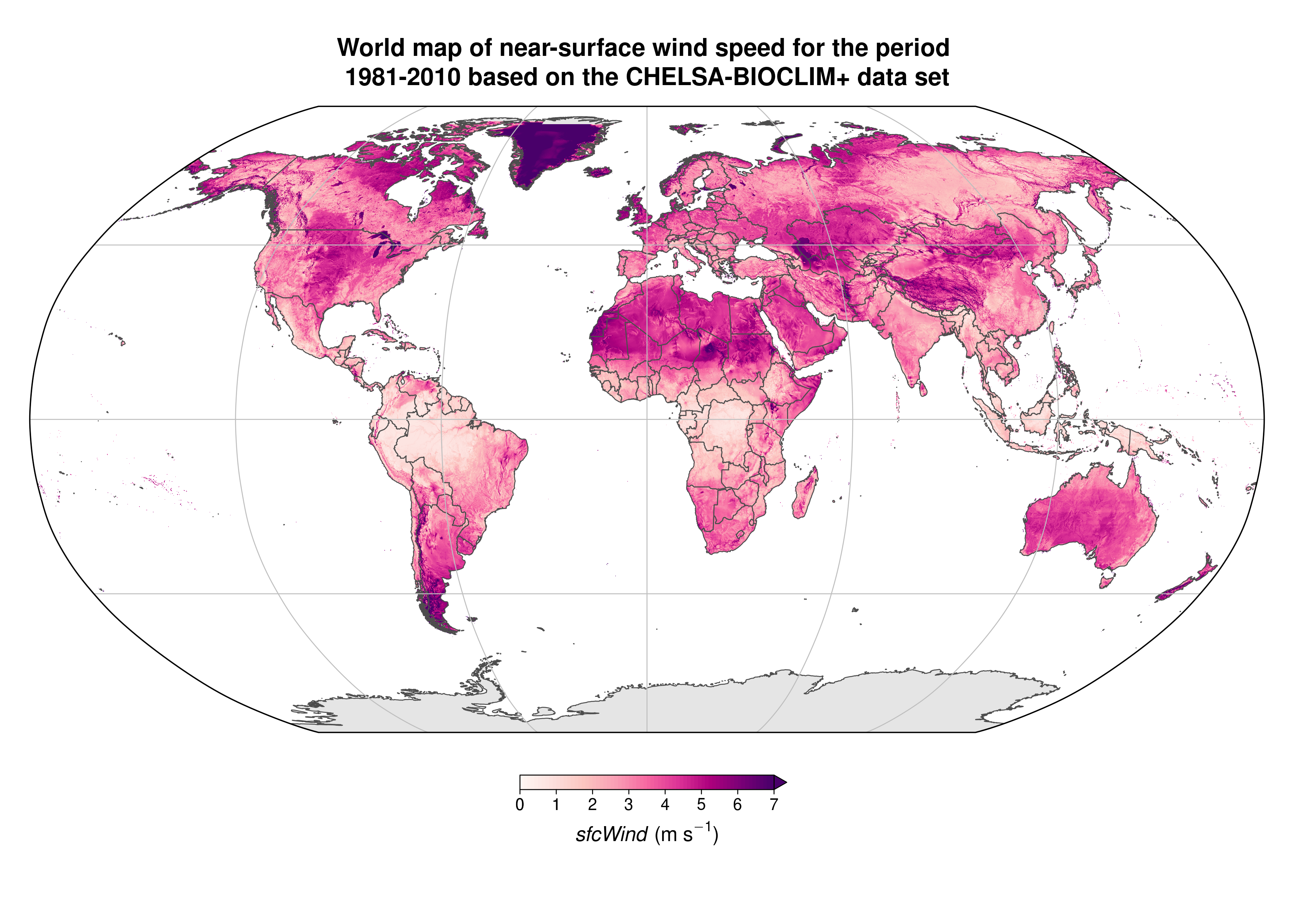
Глобальний розподіл швидкості вітру на висоті 10 м над землею, усереднений за роки 1981—2010 з набору даних CHELSA-BIOCLIM+

У метеорології швидкість вітру або швидкість вітрового потоку є основною атмосферною величиною, спричиненою переміщенням повітря від високого до низького тиску, як правило, через зміни температури. Зараз швидкість вітру зазвичай вимірюють за допомогою анемометра.
Швидкість вітру впливає на прогноз погоди, авіаційні та морські операції, будівельні проєкти, ріст і швидкість метаболізму багатьох видів рослин, а також має незліченні інші наслідки. Зауважте, що напрямок вітру зазвичай майже паралельний ізобарам (а не перпендикулярний, як можна було очікувати), через обертання Землі.

## Одиниці
Метри за секунду (м/с) — це одиниця вимірювання швидкості в системі SІ та одиниця, рекомендована Всесвітньою метеорологічною організацією для звітності про швидкість вітру, яку серед інших використовують у прогнозах погоди в скандинавських країнах. З 2010 року Міжнародна організація цивільної авіації (ICAO) також рекомендує вимірювати швидкість вітру під час наближення до злітно -посадкових смуг у метрах за секунду, замінивши попередні рекомендації використання кілометрів на годину (км/год). З історичних причин для вимірювання швидкості вітру також іноді використовують інші одиниці, як-от милі на годину (милі/год), вузли (кн) або фути на секунду (фути/с). Історично склалося так, що швидкість вітру також класифікували за шкалою Бофорта, яка базується на візуальних спостереженнях конкретно визначених ефектів вітру на морі чи на суші.

## Фактори, що впливають на швидкість вітру
На швидкість вітру впливає низка факторів і ситуацій, які діють у різних масштабах (від мікро- до макромасштабів). До них належать градієнт тиску, хвилі Россбі та струменеві течії, а також місцеві погодні умови. Існують також зв'язки між швидкістю вітру та напрямком вітру, зокрема, з градієнтом тиску та умовами місцевості.
Градієнт тиску — це термін, що описує різницю тиску повітря між двома точками в атмосфері або на поверхні Землі. Швидкість вітру є життєво важливою, тому що чим більша різниця в тиску, тим швидше вітер тече (від високого до низького тиску), щоб збалансувати коливання. Градієнт тиску в поєднанні з ефектом Коріоліса та тертям також впливає на напрямок вітру.
Хвилі Россбі — це сильні вітри у верхній тропосфері. Вони діють у глобальному масштабі та рухаються із заходу на схід (тому їх називають західними). Хвилі Россбі самі відрізняються швидкістю вітру від тієї, яку ми відчуваємо в нижніх шарах тропосфери.
Місцеві погодні умови відіграють ключову роль у впливі на швидкість вітру, оскільки утворення ураганів, мусонів і циклонів як дивних погодних умов може різко вплинути на швидкість потоку вітру

## Вимірювання

Сучасний анемометр, який використовують для визначення швидкості вітру.

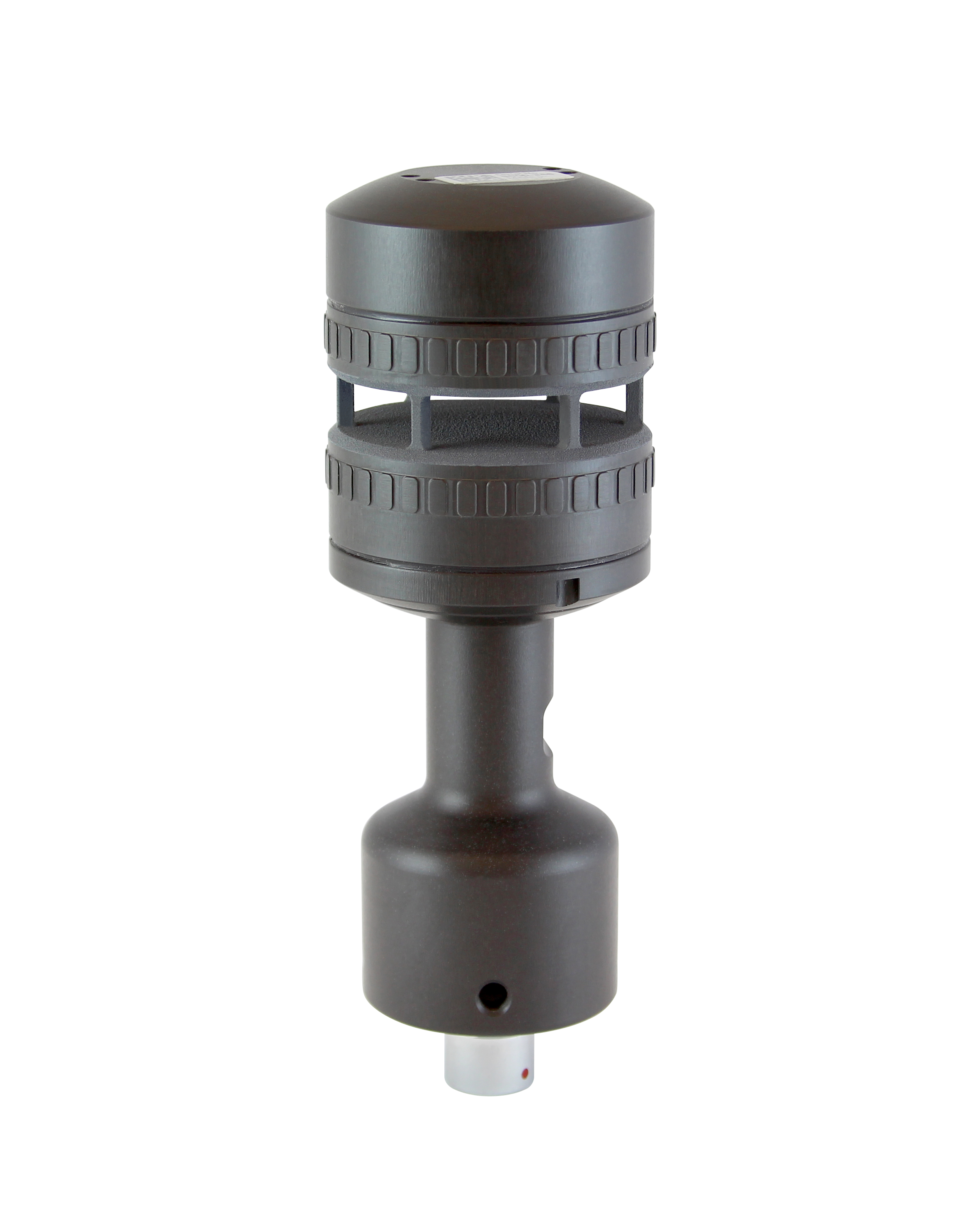
Акустичний резонансний датчик вітру FT742-DM, один з інструментів, який зараз використовують для вимірювання швидкості вітру в обсерваторії Маунт Вашингтон

Анемометр — один з інструментів, який використовують для вимірювання швидкості вітру. Прилад, що складається з вертикальної стійки і трьох-чотирьох увігнутих чашок, анемометр фіксує горизонтальний рух частинок повітря (швидкість вітру).
На відміну від традиційних чашкових і лопатевих анемометрів, ультразвукові датчики вітру не мають рухомих частин і тому їх використовують для вимірювання швидкості вітру в додатках, які не потребують обслуговування, наприклад, у верхній частині вітрових турбін. Як випливає з назви, ультразвукові датчики вітру вимірюють швидкість вітру за допомогою високочастотного звуку. Ультразвуковий анемометр має дві або три пари передавачів і приймачів звуку. Поставте його на вітер, і кожен передавач постійно випромінює високочастотний звук до відповідного приймача. Електронні схеми всередині вимірюють час, потрібний звуку для проходження шляху від кожного передавача до відповідного приймача. Залежно від того, як дме вітер, він впливатиме на деякі звукові промені сильніше, ніж на інші, сповільнюючи або дуже пришвидшуючи їх. Контури вимірюють різницю у швидкостях пучків і використовують це для обчислення швидкості вітру.

## Проєктування конструкцій

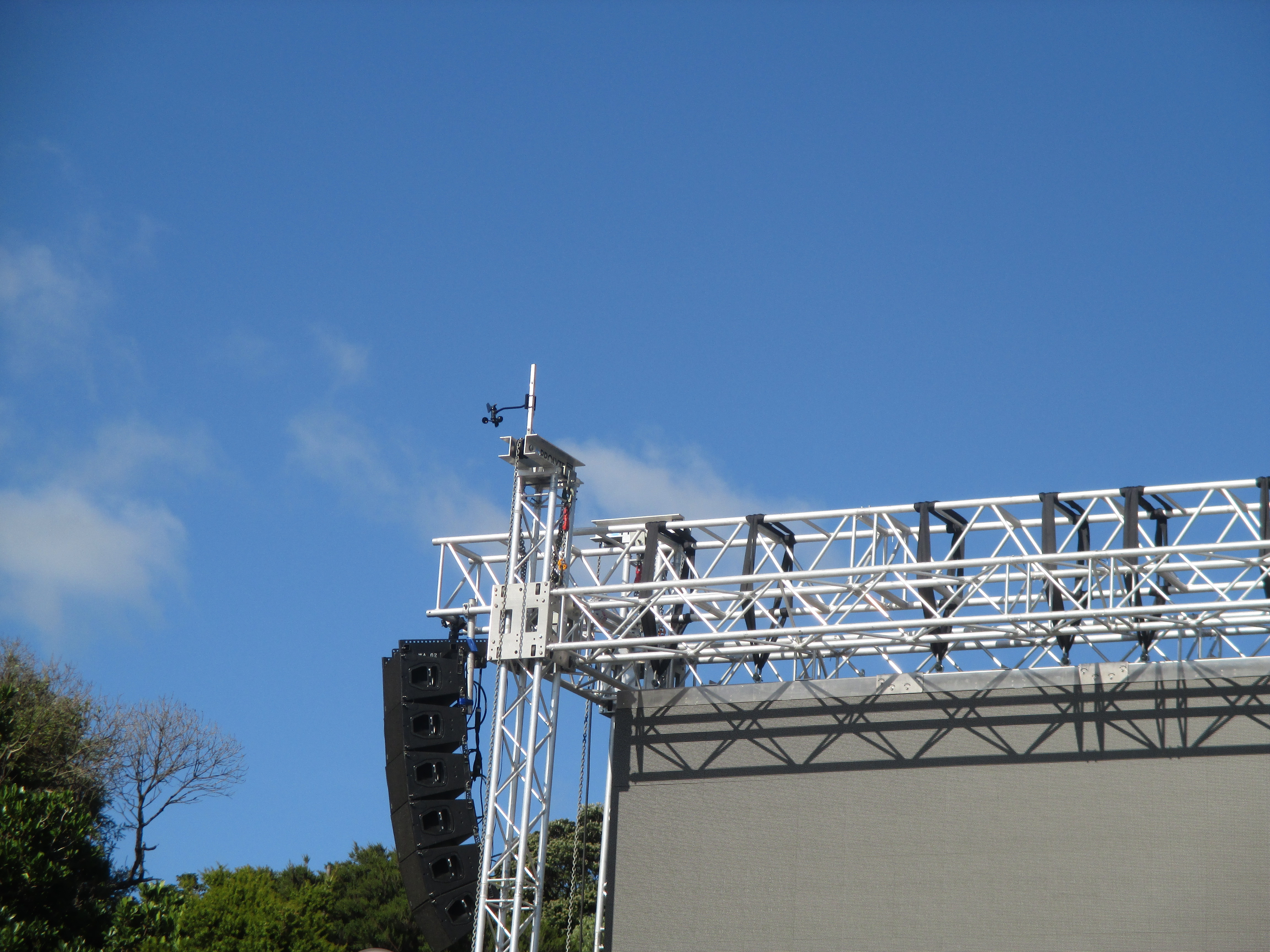
Анемометр на відкритому майданчику для вимірювання швидкості вітру

Швидкість вітру є загальним фактором при проєктуванні конструкцій і будівель у всьому світі. Це часто є вирішальним фактором у необхідній бічній міцності конструкції.
У Сполучених Штатах швидкість вітру, яку використовують при проєктуванні, часто називають «3-секундним поривом», який є найвищим тривалим поривом протягом 3-секундного періоду з ймовірністю перевищення на рік 1 з 50 (ASCE 7 -05, оновлено до ASCE 7-16). Ця розрахункова швидкість вітру прийнята більшістю будівельних норм у Сполучених Штатах і часто регулює поперечне проєктування будівель і споруд.